# Lukas Gage
Lukas Gage (San Diego, 28 de maio de 1995) é um ator americano. Ele apareceu nas séries de televisão "American Vandal" (2017), "Euphoria" (2019), "The White Lotus" (2021), "You" (2023) e "Fargo" (2023), além dos filmes "Smile 2" (2024) e "Companion" (2025).

## Juventude
Gage nasceu em 28 de maio de 1995, em San Diego, Califórnia, e foi criado em Encinitas, Califórnia. Ele ia para um acampamento de cinema todo verão e atuava em peças de teatro e comerciais. Frequentou a San Dieguito Academy em Encinitas.

## Carreira
Em novembro de 2020, Gage postou um clipe de uma audição no Zoom durante a qual o diretor Tristram Shapeero podia ser ouvido criticando o apartamento de Gage, sem saber que seu microfone não estava silenciado. Gage recebeu mensagens de apoio de outras pessoas da indústria cinematográfica. Embora não tenha conseguido o emprego, a rejeição permitiu-lhe aceitar um papel na minissérie da HBO The White Lotus.

## Vida pessoal
O cabeleireiro Chris Appleton confirmou seu relacionamento com Gage no The Drew Barrymore Show. Em 5 de abril de 2023, foi anunciado que Gage estava noivo de Appleton. Dezenove dias depois, foi anunciado que Appleton e Gage se casaram. Em 13 de novembro de 2023, Appleton pediu o divórcio de Gage, citando diferenças irreconciliáveis.

## Filmografia
| † | Denota trabalhos que ainda não foram lançados |

### Cinema
| Ano  | Título                                | Personagem           | Notas           |
| ---- | ------------------------------------- | -------------------- | --------------- |
| 2014 | Animals                               | Daniel               | Curta-metragem  |
| 2014 | Satellite Beach                       | Servidor do Big Dean | Curta-metragem  |
| 2015 | Scouts Guide to the Zombie Apocalypse | Travis               |                 |
| 2016 | Sickhouse                             | Lukas                |                 |
| 2017 | Sleep No More                         | Carter               |                 |
| 2018 | Ace                                   | Ace                  | Curta-metragem  |
| 2018 | Assassination Nation                  | Eric                 |                 |
| 2019 | Wyrm                                  | Dylan                |                 |
| 2019 | Deadcon                               | Ricky                | Curta-metragem  |
| 2020 | What Breaks the Ice                   | Seth                 |                 |
| 2020 | Max Reload and the Nether Blasters    | Seth                 |                 |
| 2020 | Wireless                              | Jake                 |                 |
| 2022 | Moonshot                              | Dalton               |                 |
| 2022 | How to Blow Up a Pipeline             | Logan                |                 |
| 2023 | Parachute                             | Dalton               |                 |
| 2023 | Down Low                              | Cameron              | Também escritor |
| 2024 | Road House †                          |                      | Filmando        |
| 2024 | Sequela de Smile sem título †         | TBA                  | Pós-produção    |
| 2025 | Acompanhante Perfeita                 | Patrick              |                 |

### Televisão
| Ano       | Título                | Personagem                 | Notas                                                              |
| --------- | --------------------- | -------------------------- | ------------------------------------------------------------------ |
| 2013      | Enlightened           | Membro do Grupo de Terapia | Episódio: “Higher Power”                                           |
| 2014      | I Didn't Do It        | Cara                       | Episódio: “Ball or Nothing”                                        |
| 2014      | Kingdom               | Esfolador                  | Episódio: “Piece of Plastic”                                       |
| 2016–2018 | T@gged                | Brandon Darrow             | Papel principal                                                    |
| 2017      | Confess               | Adam Taylor                | 2 episódios                                                        |
| 2017      | Adam Ruins Everything | Cole Tyson                 | Episódio: “Adam Ruins College”                                     |
| 2017      | American Vandal       | Brandon Galloway           | Papel recorrente                                                   |
| 2018      | On My Block           | Brad                       | Episódio: “Chapter Four”                                           |
| 2018      | Class of Lies         | Tiger                      | Papel recorrente                                                   |
| 2019      | Supergirl             | Kevin Huggins              | Episódio: “Blood Memory”                                           |
| 2019      | Veronica Mars         | Cory                       | Episódio: “Keep Calm and Party On”                                 |
| 2019      | Euphoria              | Tyler Clarkson             | Papel recorrente                                                   |
| 2019      | Into the Dark         | Logan                      | Episódio: “Midnight Kiss”                                          |
| 2020–2021 | Love, Victor          | Derek                      | Papel recorrente (1ª temporada); Papel de convidado (2ª temporada) |
| 2021      | The White Lotus       | Dillon                     | Papel recorrente (1ª temporada)                                    |
| 2022      | Angelyne              | Max Allen                  | Papel principal                                                    |
| 2022      | Queer as Folk         | Eric                       | Episódio: "Problemática"                                           |
| 2023      | Gossip Girl           | Ele mesmo                  | Episódio: "I Am Gossip"                                            |
| 2023      | You                   | Adam Pratt                 | Papel principal (4ª temporada)                                     |
| 2023      | The Other Two         | Ele mesmo                  | Episódio: "Cary & Brooke Go to an AIDS Play"                       |
| 2023–2024 | Fargo †               | Lars Olmstead              | Papel recorrente                                                   |
| 2024      | Dead Boy Detectives † | Thomas the Cat King        | Papel recorrente                                                   |